# 鈴木純子
鈴木 純子（すずき じゅんこ、1970年8月3日 - ）は、文化放送のアナウンサー。気象予報士。
別名は鈴木ZUN子（すずき ずんこ）。千葉県流山市出身。血液型O型。

## 来歴・人物
千葉県立柏高等学校、明治大学文学部卒業後、1993年から1998年までエフエム群馬アナウンサー。1999年、メディア・スタッフから派遣社員として文化放送に移籍。伊藤佳子の産休中に、ピンチヒッターとして『梶原しげるの本気でDONDON』のアシスタントを務め、『西山弘道の世の中朝一番!』『菅原孝のコケコッコー』など、早朝番組のアシスタントを担当した。2004年に結婚。2012年1月31日をもって産休に入り、同年2月24日、女児出産。同年6月5日、『くにまるジャパン』で復帰。

## 現在の出演番組
- 長野智子アップデート（月曜日）
- ニュース・パレード（水〜金曜日）
- 大竹まこと ゴールデンラジオ!
- 大垣尚司・残間里江子の大人ファンクラブ
- ハート・リング健康Radio〜認知症と手をつなごう〜
- 朝の小鳥
- キユーピー・メロディホリデー

## 過去の担当番組
- 野村邦丸の夕焼けアタックル
- 山中つよしのビューティサタデー →  山中つよしのビューティフルサンデー
- 鴻上尚史のことばの寺子屋
- A&Gメディアステーション こむちゃっとカウントダウン[1]
- 日野ミッドナイトグラフィティ 走れ!歌謡曲
- 世相ホットライン ハイ!竹村健一です
- 吉田照美のやる気MANMAN![2][3]
- 鈴木純子の健康ワンポイントチェック[4]
- 笑顔でおは天!!
- 吉田照美 ソコダイジナトコ[5]
- のーぎゃらくん（BSQR489）
- あなたも私も裁判員「裁判員制度の基礎知識」
- おはなし玉手箱
- くにまるジャパン
- くにまるジャパン 極
- 福井謙二 グッモニ
- スポーツDASH NEXT（2019年度金曜日）
- 鈴木純子の遊々ミュージック
- 田原総一朗 オフレコ!
- 斉藤一美 ニュースワイドSAKIDORI! - SAKIDORI スポーツ（金曜日 担当）[6]
- 文化放送ライオンズナイタースタジオ担当（金曜日 担当）
- SDGs Voice
- 鷲崎健のヒマからぼたもち
- 文化放送ASMR特番
- お昼の純子
- オトナのホンネ 〜思い出の水曜日〜